# Pterolophia basalis
Pterolophia basalis là một loài bọ cánh cứng trong họ Cerambycidae.